# La bionda di cemento
La bionda di cemento è un romanzo poliziesco dello scrittore americano Michael Connelly, edito nel 1994, il terzo della serie avente come protagonista il detective di Los Angeles  Hieronymus "Harry" Bosch.
Il libro fu finalista al Premio Dilys 1995.

## Trama
Durante il processo per l'omicidio di un serial killer, Bosch si trova coinvolto in un altro delitto, che sembra avere la stessa firma, ma è stato compiuto 2 anni dopo la morte dello stesso serial killer. Bosch deve lottare su due fronti: difendersi da un processo dove viene dipinto come un assassino e carnefice e capire chi possa aver commesso un delitto seguendo lo stesso schema del serial killer.
"La bionda di cemento" si riferisce sia alla vittima dell'assassino seriale, trovata sepolta nel cemento dopo esservi rimasta due anni, sia alla statua raffigurante la Giustizia fuori il tribunale dove le udienze del processo hanno luogo.

## Edizioni italiane
- La bionda di cemento, traduzione di Gianni Montanari, Casale Monferrato, Piemme, 2003, ISBN 88-38-441-24-3; Collana Maestri del thriller, Piemme, 2004, ISBN 88-38-483-20-5; Collana Piemme Pocket, Piemme, 2005, ISBN 88-38-482-38-1; Collana Pickwick, Piemme, 2015, ISBN 88-68-367-38-6; Collezione Harry Bosch n.3, in allegato a "Gente", Milano, Hearst Magazines, 2025.
- in: Harry Bosch Collection: La memoria del topo. Ghiaccio nero. La bionda di cemento, Collana Piemme Pocket, Casale Monferrato, Piemme, 2005, ISBN 978-88-384-1073-4.